# Andreas Schelfhout
Andreas Schelfhout (Den Haag, 16 februari 1787 – aldaar, 19 april 1870) was een Nederlands landschapsschilder, etser en lithograaf.

## Biografie

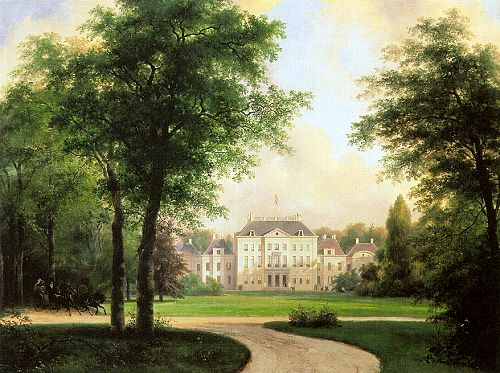
Paleis het Loo, 1838, coll. GVON

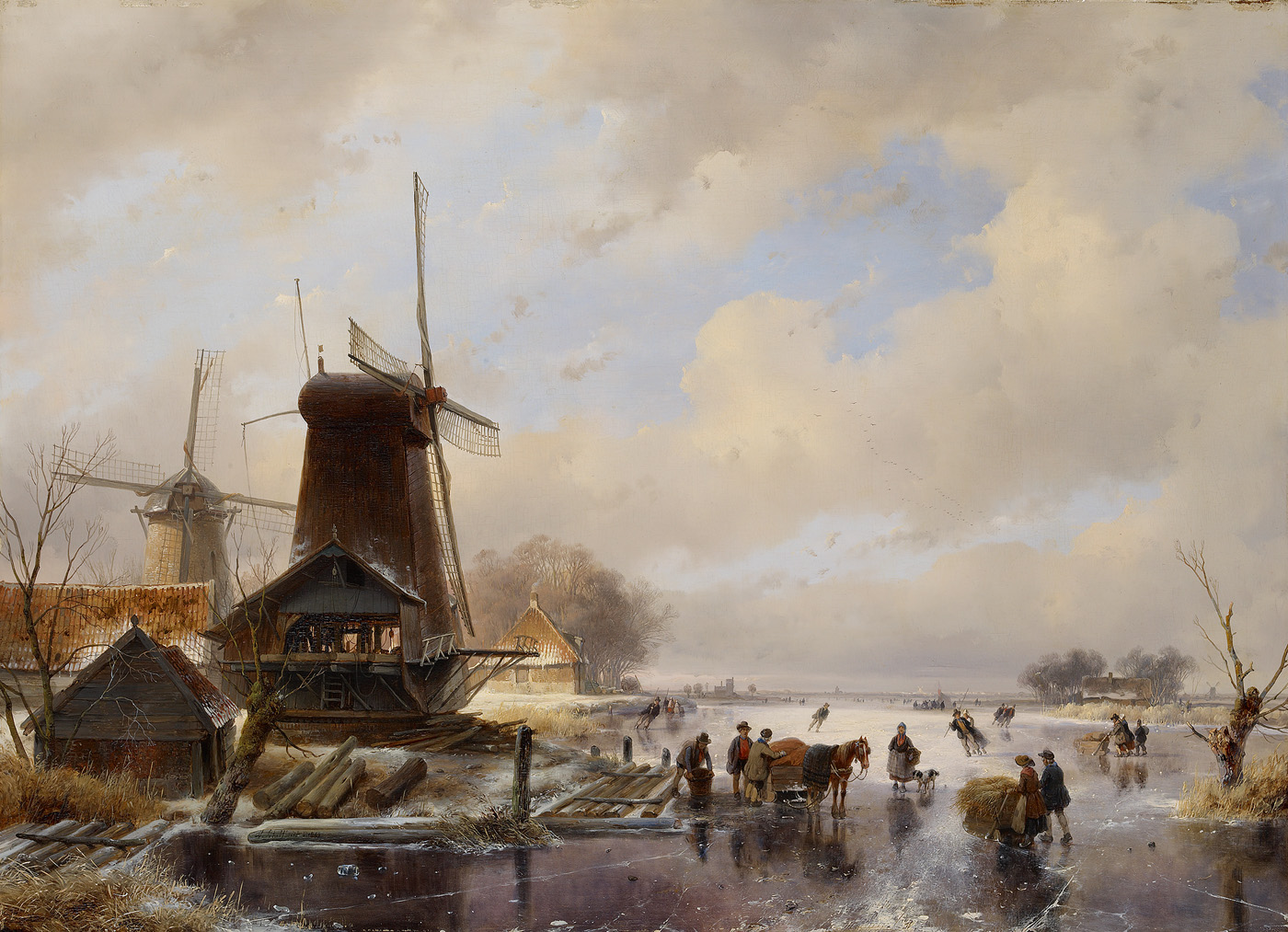
Houtzaagmolen aan een bevroren vaart, 1842, Amsterdam Museum

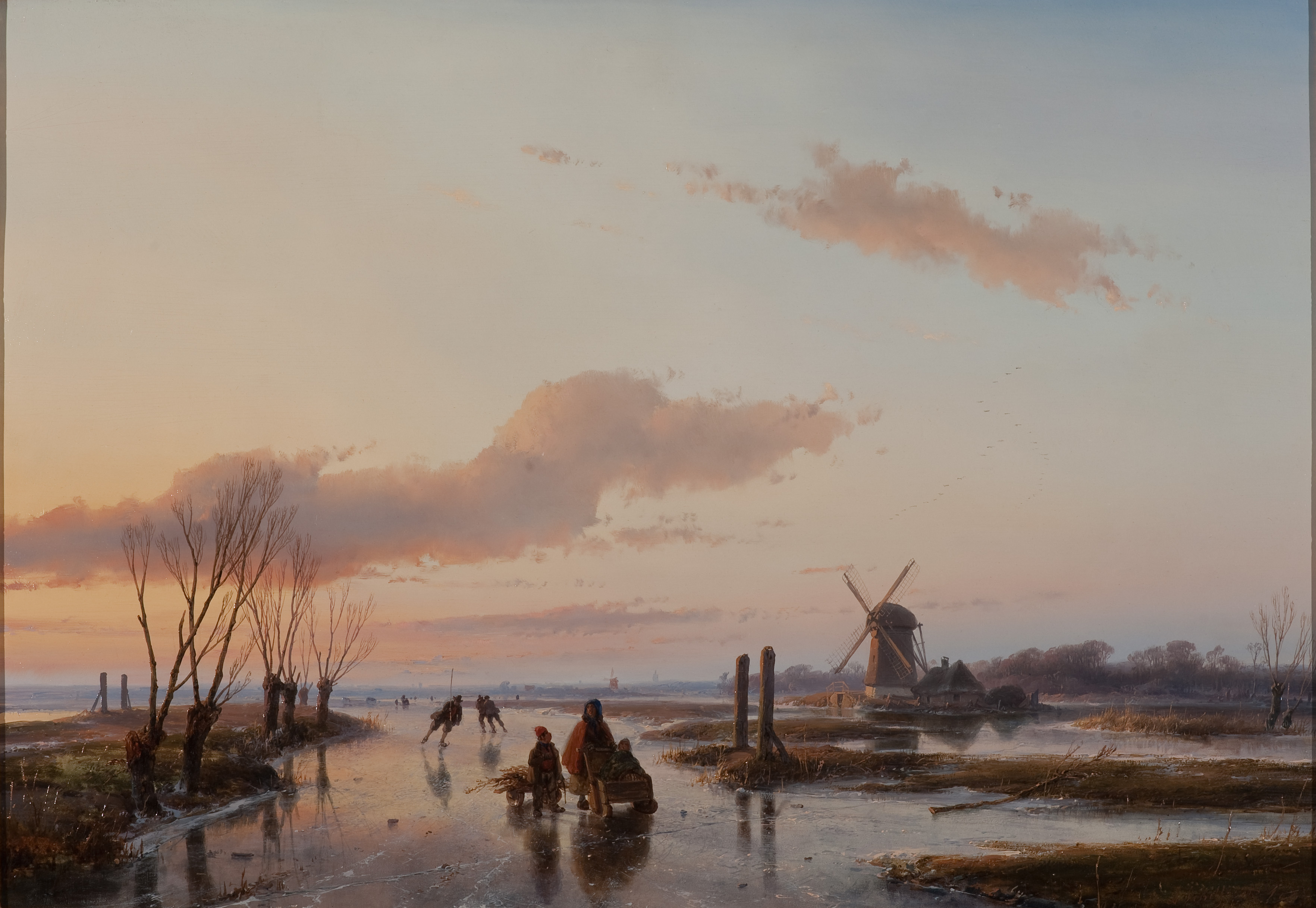
Bevroren vaart, 1845, coll. Rademakers

### Jeugd en opleiding
Schelfhout was de zoon van de rooms-katholieke Gentse lijstenmaker en vergulder, Jean-Baptiste Schelfaut, die zich in 1788 in Den Haag als zelfstandig vergulder vestigde. Zijn moeder heette Cornelia Catharina van Hove, de dochter van lijstenmaker Andreas van Hove. Ze was de tante van Bart van Hove. Zijn ouders trouwden in 1786 in Den Haag. Hij begon als medewerker van zijn vader bij het maken en vergulden van lijsten tot zijn vierentwintigste. Hij was ook gevelschilder, maar maakte in zijn vrije tijd schilderijen. Zijn ouders onderkenden zijn talent en stuurden hem in 1808 naar Joannes Breckenheijmer, die toneel-decorateur bij de Haagse Schouwburg was. Zijn drie jaar jongere neef Bart ten Hove was er al eerder dat jaar als 'verversgezel' in dienst getreden. Hij leerde er niet alleen de technische aspecten van het vak, zoals perspectief en verfbereiding, maar ook hoe hij landschappen of stadsscènes moest schilderen. In 1811 maakte Schelfhout zijn debuut in een tentoonstelling met drie kleine werken. Deze landschappen trokken de belangstelling van het publiek. Hij maakte studies van de grote meesters uit de 17de eeuw en begon te schilderen in de open lucht (hij was hierin een voorloper van de School van Barbizon).
Hij bleef bij zijn leermeester tot 1815 en begon toen in eigen atelier landschap te schilderen. Zijn neef Bart van Hove had hij het jaar ervoor al geadviseerd: 'Jonge Bart [vier jaar jonger!], je mot liever huize schilderen, leg je liever toe op stadsgezigtjes' , wat Bart ook was blijven doen, naast het decor-schilderen.

### Eigen atelier
Vanaf het moment dat hij een eigen atelier had, nam hij regelmatig deel aan tentoonstellingen en had hij succes bij het publiek, eerst enkel in Den Haag maar vanaf 1816 was hij ook al bekend in Vlaanderen. Hij kreeg een gouden medaille op de tentoonstelling van 1819 in Antwerpen.
Hij werd als lid opgenomen in de Koninklijke Academie van Amsterdam bij de oprichting ervan in 1818. In 1822 werd hij er correspondent vierde klasse en hiermee was zijn faam verzekerd. Vanaf toen volgde de ene tentoonstelling na de andere. Hij nam regelmatig deel aan de 'tentoonstelling van levende meesters' in Den Haag en Amsterdam.
Hij schilderde in hoofdzaak in zijn atelier, maar maakte eerst schetsen in de open lucht. Hij bewaarde deze schetsen in zijn boek Liber Veritatis (het boek der waarheid). Men kan hieruit afleiden dat hij ongeveer twintig schilderijen per jaar maakte, gekocht door zowel privé-verzamelaars als door het Koninklijk Huis. Dit boek gaat over 79 schilderijen, waarvan er 33 Nederlandse landschappen zijn, 24 wintertaferelen, 7 strandscènes en 12 zichten uit het buitenland. Hieruit leert men dat hij voor het eerst naar het buitenland reisde in 1825. Hij bezocht Frankrijk in 1833, Engeland in 1835 (met als doel de werken van Constable te bestuderen) en ook nog Duitsland.
Na deze reizen werd zijn kleurenpalet warmer en werd de keuze van zijn motieven meer gevarieerd. Hij kreeg meer een voorkeur voor weidse taferelen (zoals de duinen rond Haarlem). Hij geraakte ook geïnteresseerd in de verwezenlijkingen van de Industriële Revolutie.
Op het einde van zijn leven maakte hij nog een reeks van 80 landschaptekeningen, in hoofdzaak bewerkingen van vroegere schilderijen en aquarellen. Zij werden getekend met kalk in lichte kleuren.
Hij was lid van de Academie van Amsterdam, Brussel en Gent.
Zijn dood betekende het einde van de Romantische periode in Nederland. Hij werd begraven op het kerkhof Oud Eik en Duinen in Den Haag.

### Stijl
Schelfhout behoort tot de Hollandse romantiek en staat bekend als voorloper van de Haagse School Zijn stijl is geïnspireerd door die van Meindert Hobbema en Jacob van Ruisdael. Vooral zijn winter- en ijs-landschappen met schaatsers waren al tijdens zijn leven heel gewild. Hij groeide uit tot een van de invloedrijkste Nederlandse landschapsschilders van zijn eeuw. Zijn schilderijen voldeden sterk aan het criterium van de kunstrecensenten in die tijd: 'waarheidsgetrouw'.  'Dat is de natuur op de daad betrappen - hoe onbeschrijfelijk waar van kleur en effect' , zo juichte een criticus voor zijn schilderij 'Winter bij Storm' in 1848. Deze lovende woorden werden zo vaak gebruikt voor het werk van Schelfhout dat de 'Kunstkronijk' van 1841 verzuchtte dat ze niet meer wist hoe een positieve waardering voor Schelfhout zijn werk te schrijven, en tegelijkertijd de nodige climax te kunnen bewaren voor later.
Zijn eerste schilderijen waren zomertaferelen, strandscènes, landschappen bij maanlicht of dierenschilderijen. Maar toen hij zag dat zijn wintertaferelen nog meer succes hadden, legde hij er zich meer op toe. Als romantisch schilder was hij ook geboeid door het geweld in de natuur. Hij was een der eersten in de 19de eeuw die een storm op zee schilderde, zoals hij die zelf meemaakte in Scheveningen. Dit thema zou later ook verwerkt worden door schilders uit de Haagse School.
Overigens was de werkelijkheid die Schelfhout in zijn doeken toonde niet zo werkelijk als het leek, Vooral bij zijn bekende wintergezichten met of zonder schaatsers maakte hij slechts gebruik van elementen uit de werkelijkheid en combineerde deze in talloze kleine of grotere variaties. Hiervoor tekende hij honderden schetsen naar de natuur, wat hij ook zijn leerlingen sterk adviseerde, onder wie zijn beroemde leerling Jongkind, die dit uitgangspunt gretig oppakte maar ook ter plekke buiten ging schilderen. Schelfhout schetste buiten groepjes bomen, een boerderij aan een landweggetje, een bevroren vaart; dat alles, om ze in zijn atelier te gebruiken voor het componeren van zijn bekende landschappen die daardoor bedrieglijk echt leken voor het publiek. Schilderen deed hij nauwelijks buiten!

### Samenwerking met kunstenaars
Schelfhout schilderde zijn werken soms samen met andere kunstenaars. In de periode 1838-1850 schilderde hij ten minste zeven werken samen met de Vlaamse dierenschilder Jozef Moerenhout (1801-1874). Soms werkte hij ook samen met Hendrikus van de Sande Bakhuyzen (1795-1860), Pieter Gerardus van Os (1776-1839), Eugène Verboeckhoven (1799-1881), Jacobus Josephus Eeckhout (1793-1861) en Charles van Beveren (1809-1850).

### Leerlingen
Schelfhout was een leermeester van Johan Jongkind, Jan Willem van Borselen, Charles Leickert, Lodewijk Johannes Kleijn, Nicolaas Johannes Roosenboom, Raden Saleh en Johannes Franciscus Hoppenbrouwers. In 1825 nam hij de 12-jarige Wijnand Nuijen aan als leerling, die zijn meester zou volgen in de keuze van onderwerpen, voornamelijk landschappen en stadsgezichten. Ten onrechte wordt vaak gedacht dat Johan Hendrik Weissenbruch ook een leerling was van Schelfhout. Op aanraden van zijn vriend en schilder Johannes Bosboom ging hij echter niet in de leer bij Schelfhout. Bosboom vond dat J.H. Weissenbruch 'uit zijn eigen lens moest zien'.

### Gezin
Schelfhout was in 1807 getrouwd met Cornelia Gevers (ca. 1782-1838) met wie hij vier dochters had: Maria Cornelia Margarita, Cornelia Johanna Huberta, Cornelia Johanna en Catrina Adriana Johanna. De derde dochter trouwde in 1838 met Wijnand Nuijen, maar hij stierf het jaar erop. De laatste vijf jaar van haar leven was zijn vrouw Cornelia ziek. Hij leerde de veertien jaar jongere Martina Maria van Wielik kennen en huwde haar in 1839. Hij had al twee zoontjes bij haar, geboren in 1834 en 1835, tijdens zijn eerste huwelijk. Hij zou vier zonen bij haar krijgen: Willem Martinus, Johan Andreas, Henri en Nicolaas. Vanaf 1842 woonde het gezin aan de Koninginnegracht 6 in Den Haag in een huis dat Schelfhout liet bouwen. Daarvoor woonden ze op de Zuidwal.

## Galerij van zijn werken (selectie)

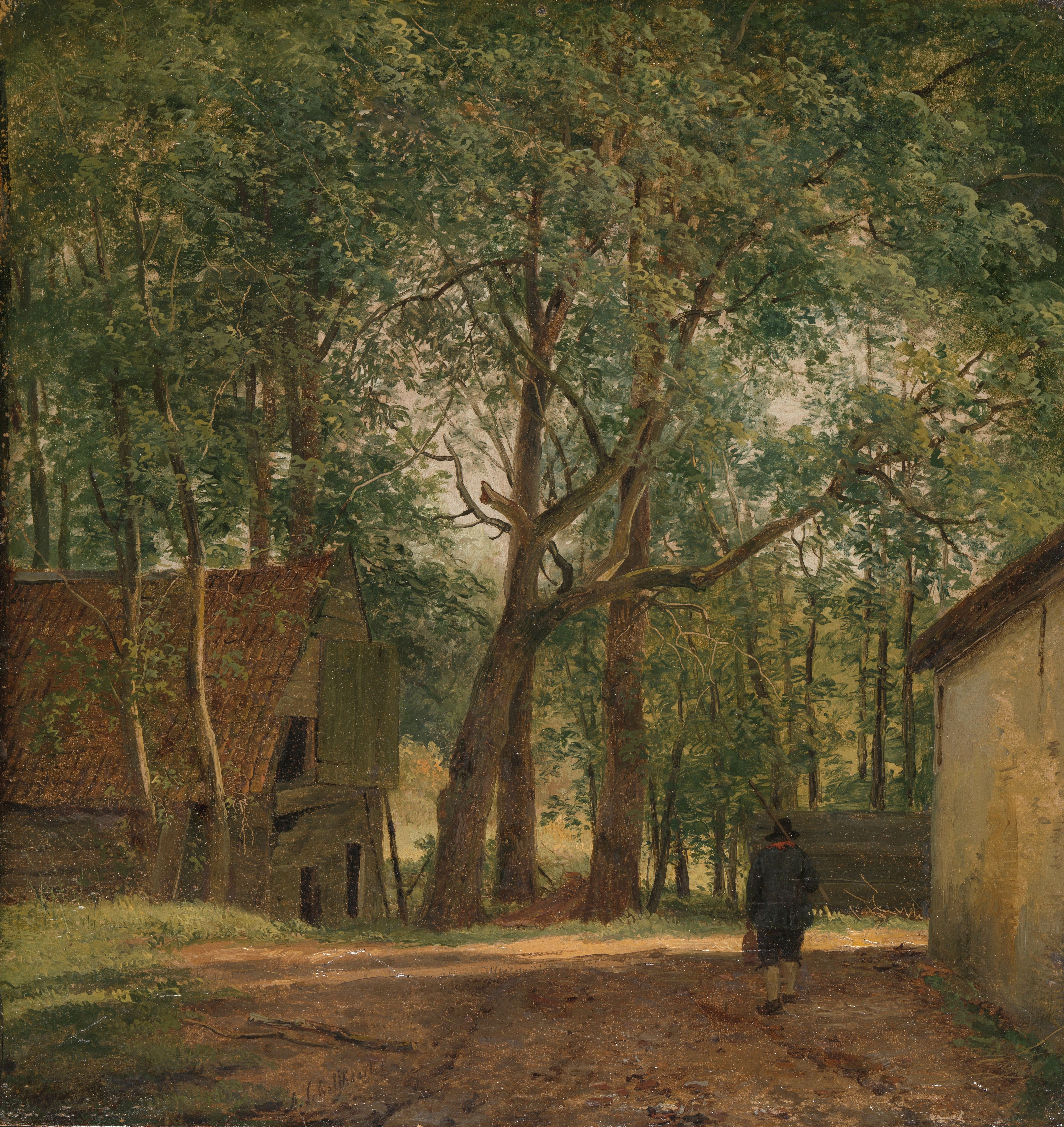
Boerenerf, c. 1820-30, olieverf op papier, Rijksmuseum Amsterdam
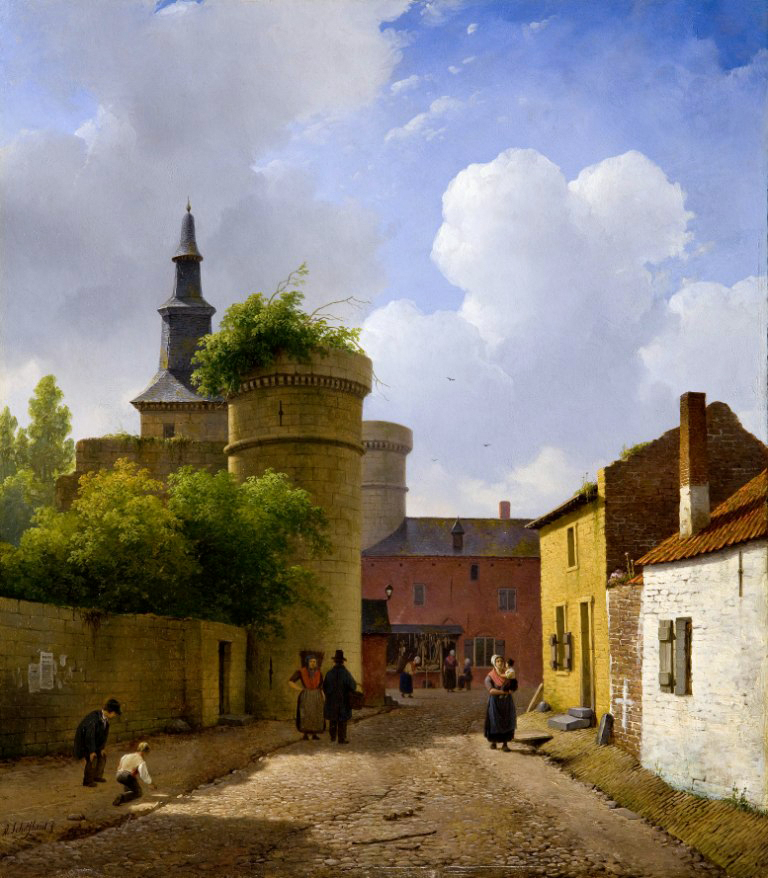
Straatje in Huy, c. 1824, olieverf op paneel, Teylers Museum
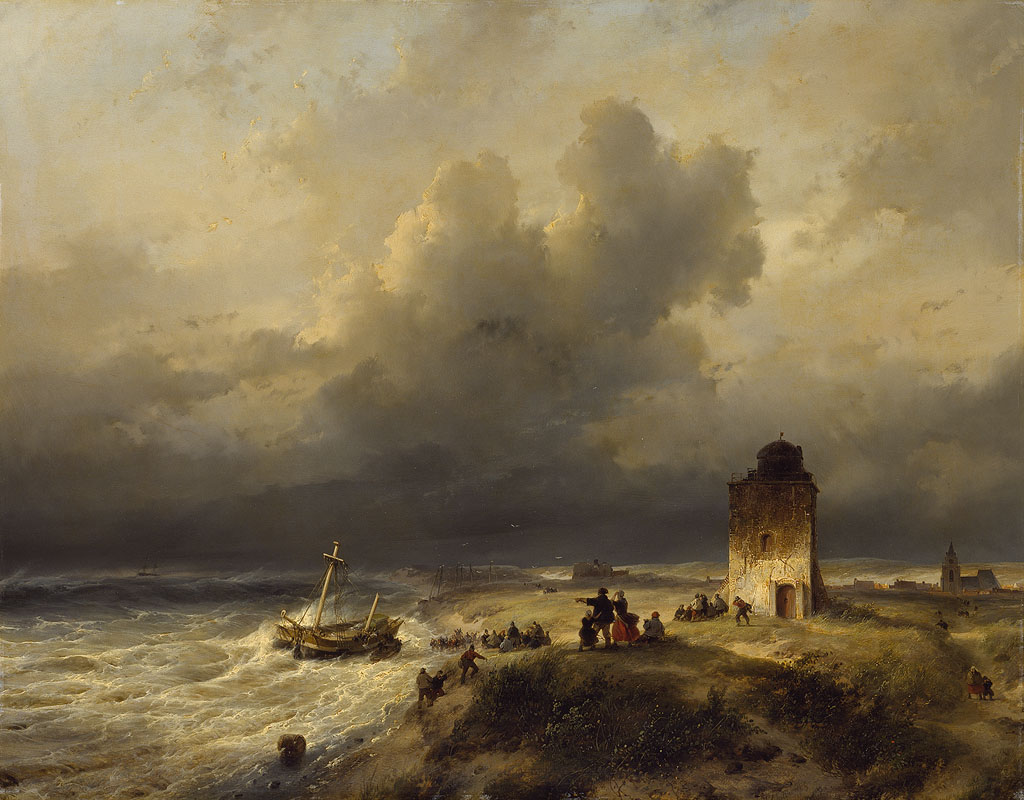
Het stranden van een schip te Scheveningen bij stormachtig weder, 1837, olieverf op paneel, Amsterdam Museum
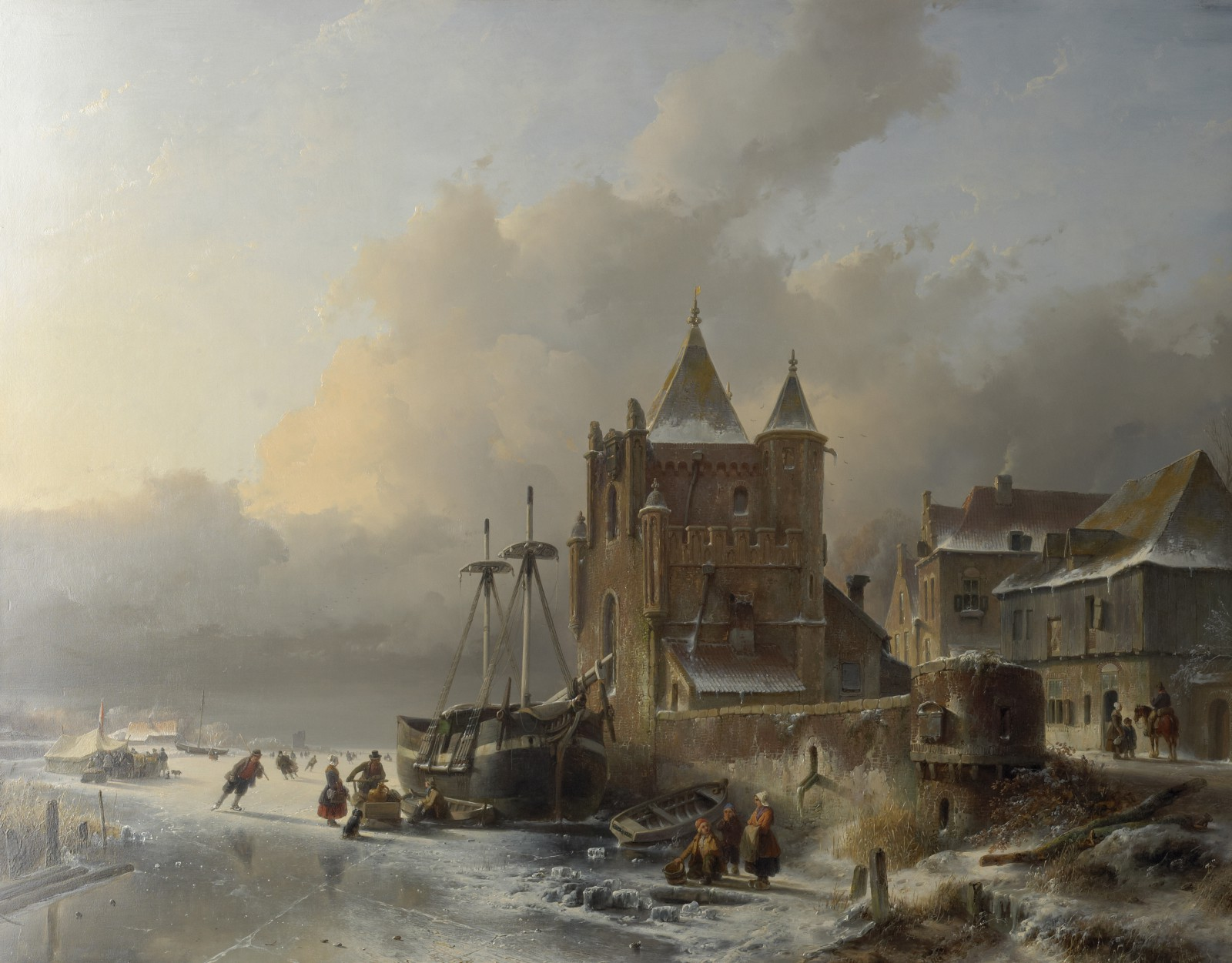
Bevroren rivier met schaatsers, 1838, olieverf op doek, Villa Vauban Luxemburg
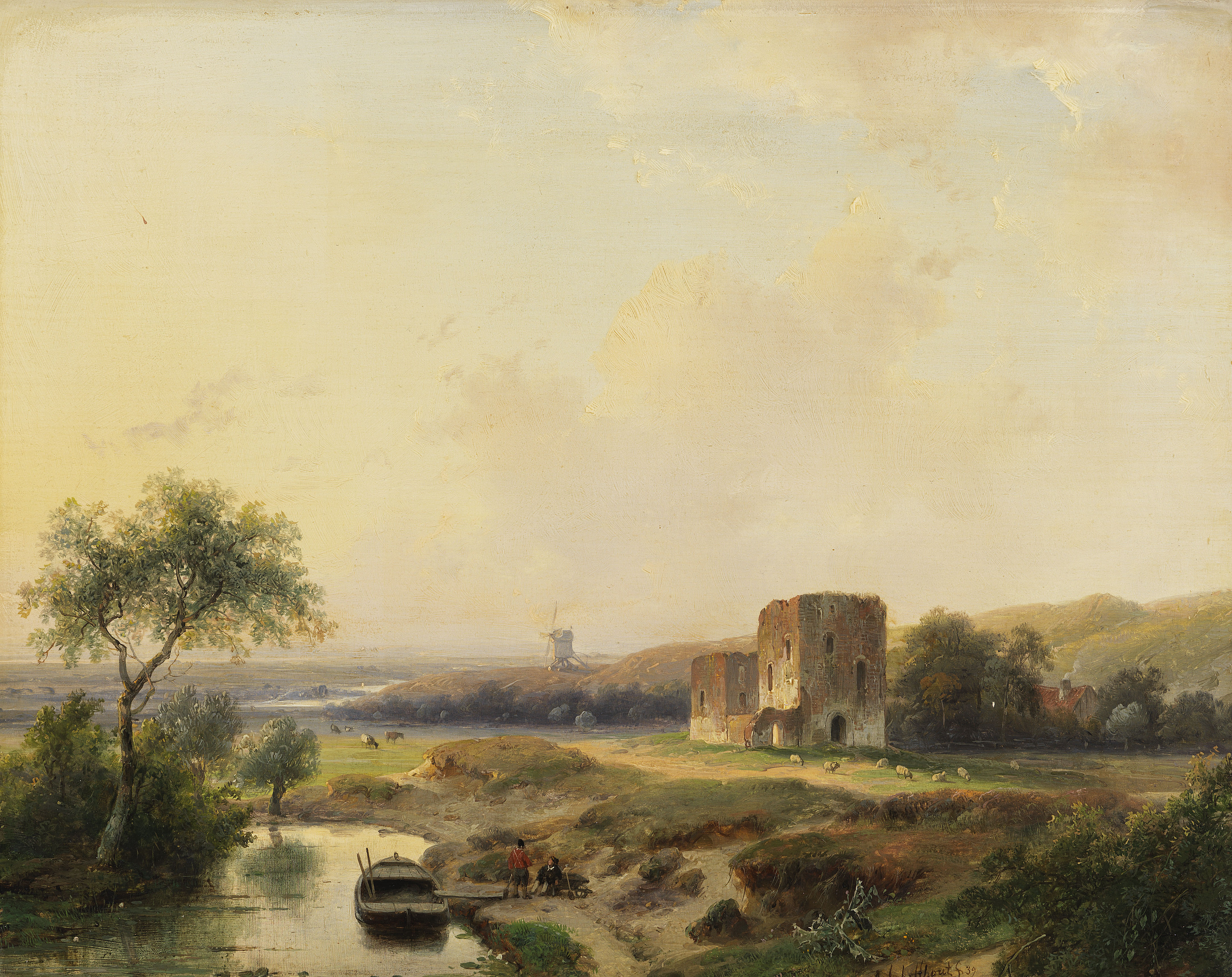
Rivierenlandschap bij Haarlem met windmolen en de ruïne van Brederode, 1839, olieverf op paneel
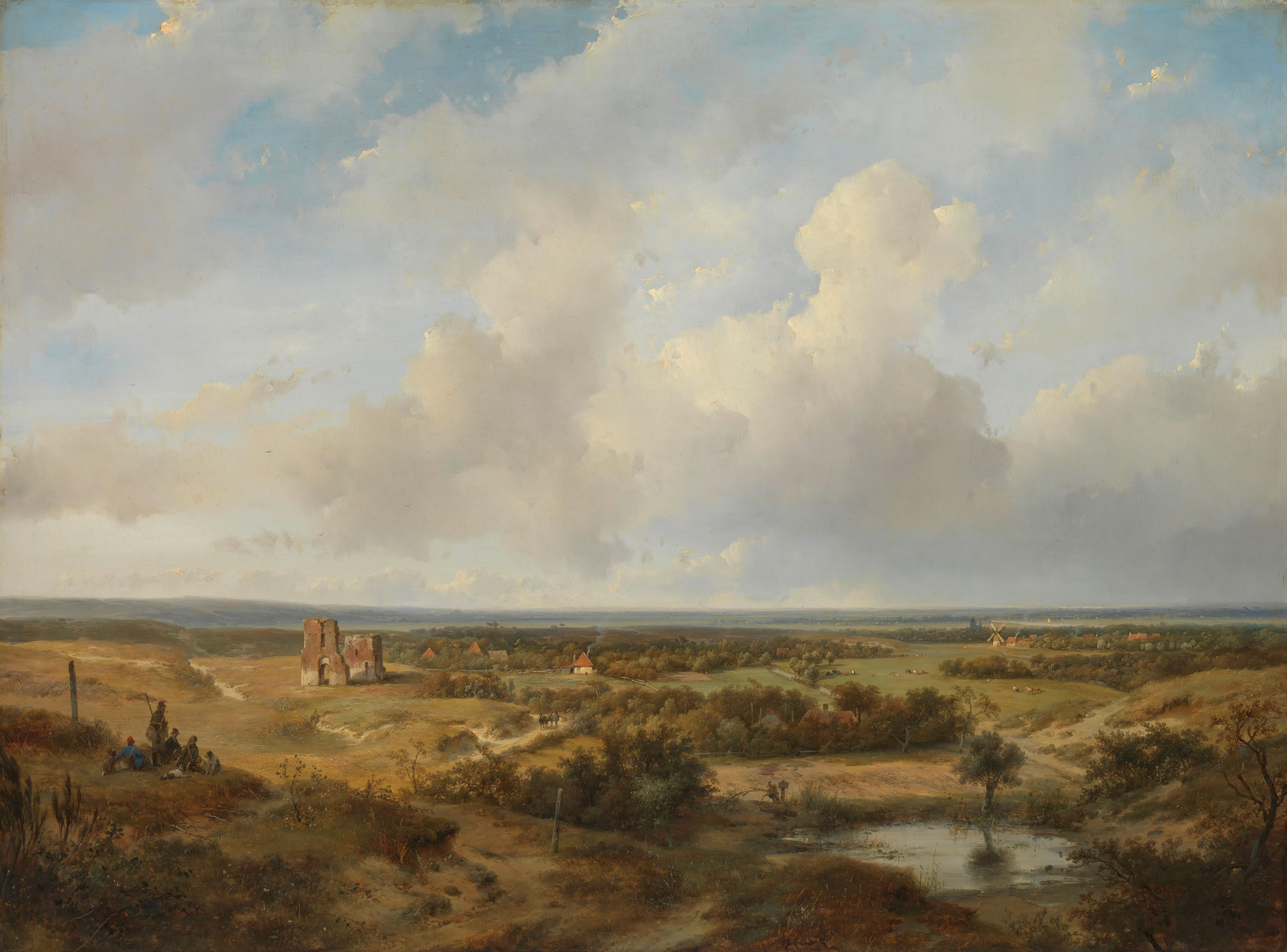
Gezicht op Haarlem, 1844, olieverf op paneel, Rijksmuseum Amsterdam
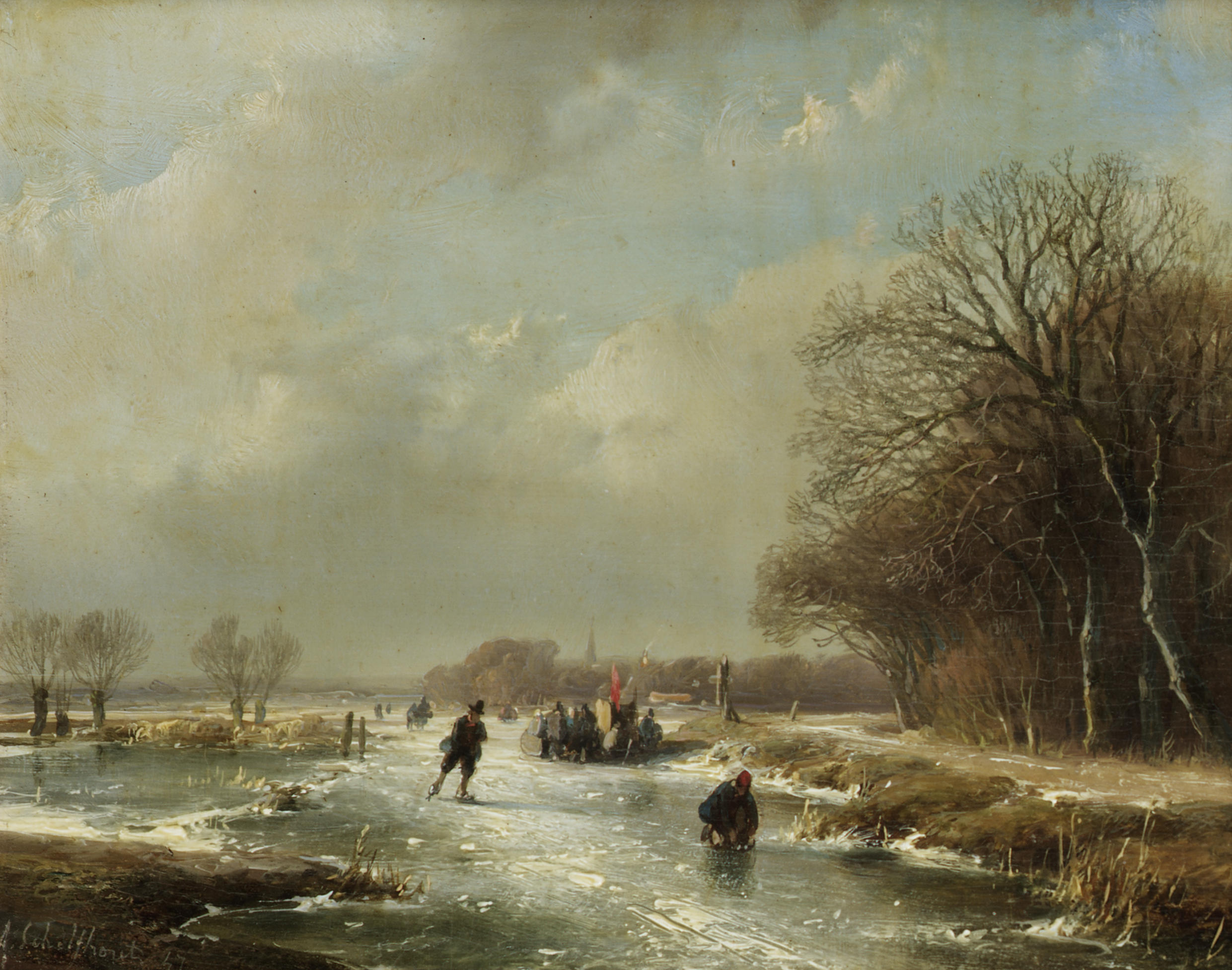
Winterlandschap met schaatsers, 1847, olieverf op paneel
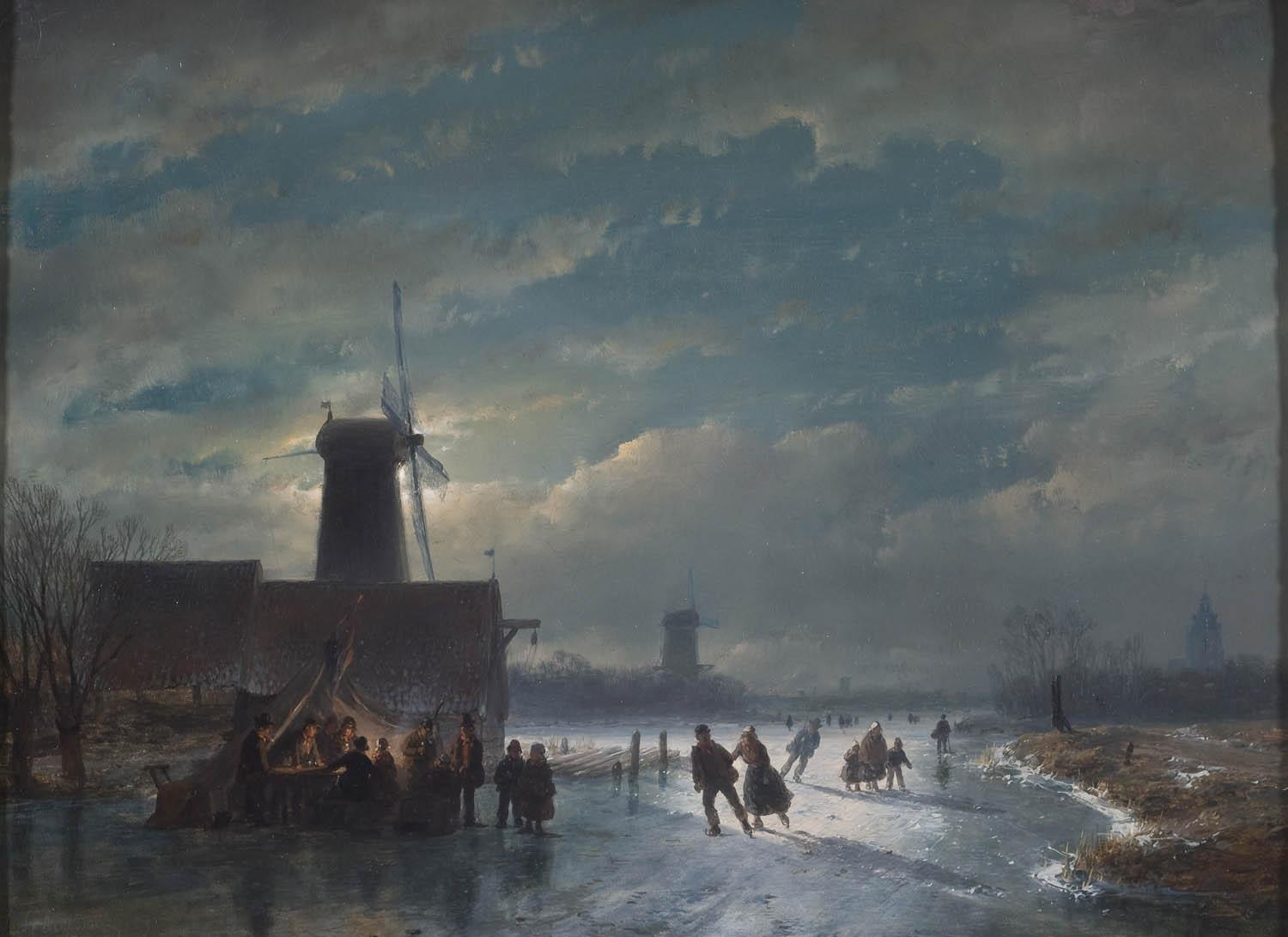
Nachtelijk winterlandschap, 1849, olieverf op paneel, coll. Rademakers
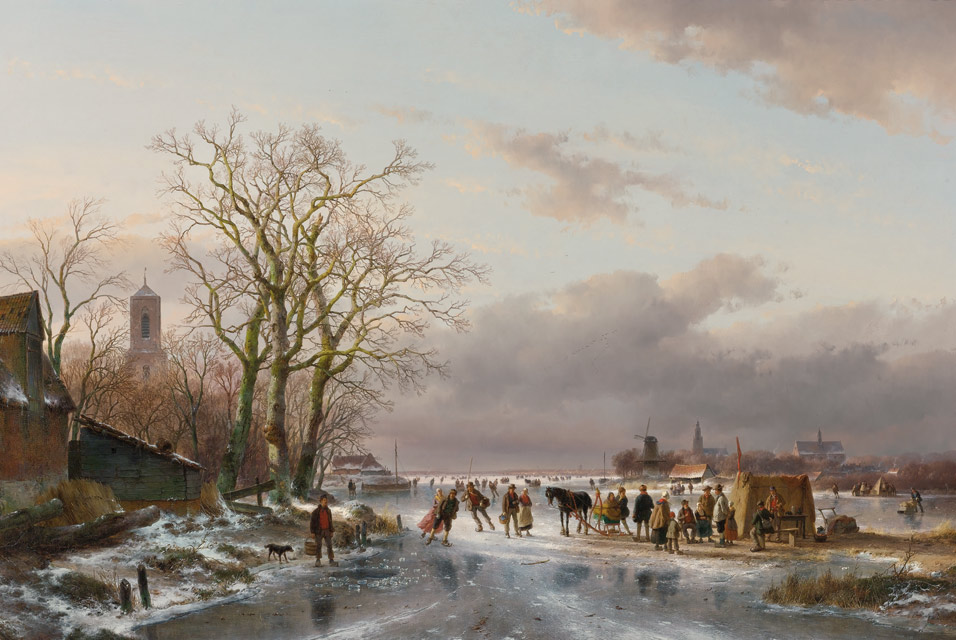
Schaatsers bij een Hollandse stad, 1857, olieverf op doek
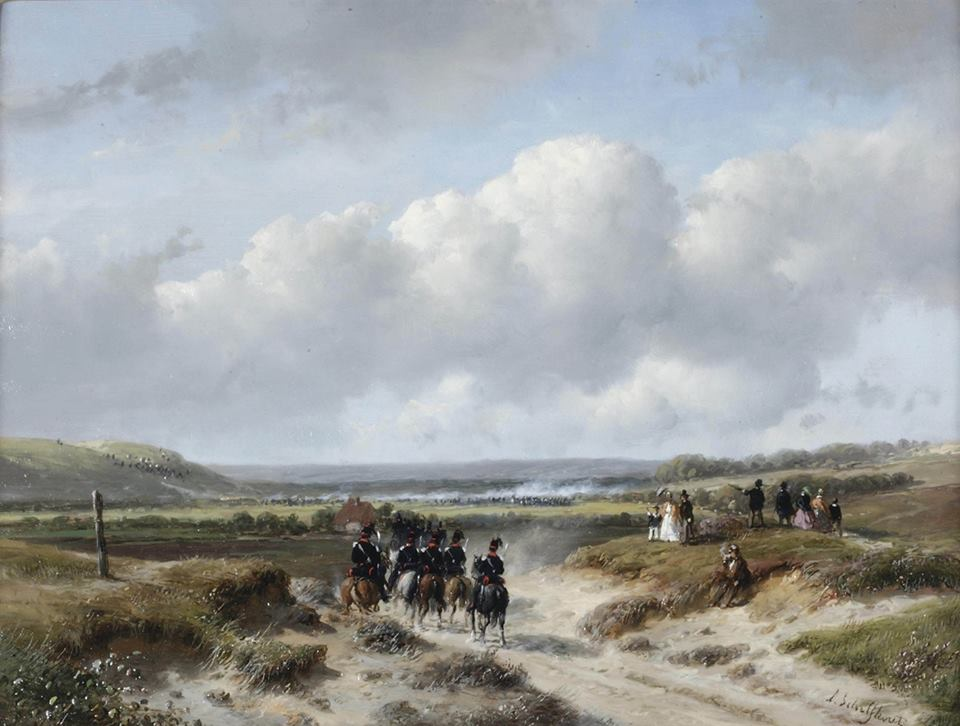
Manoeuvres van het Haagsche Garnizoen op de Waalsdorpvlakte, c. 1862, olieverf op paneel
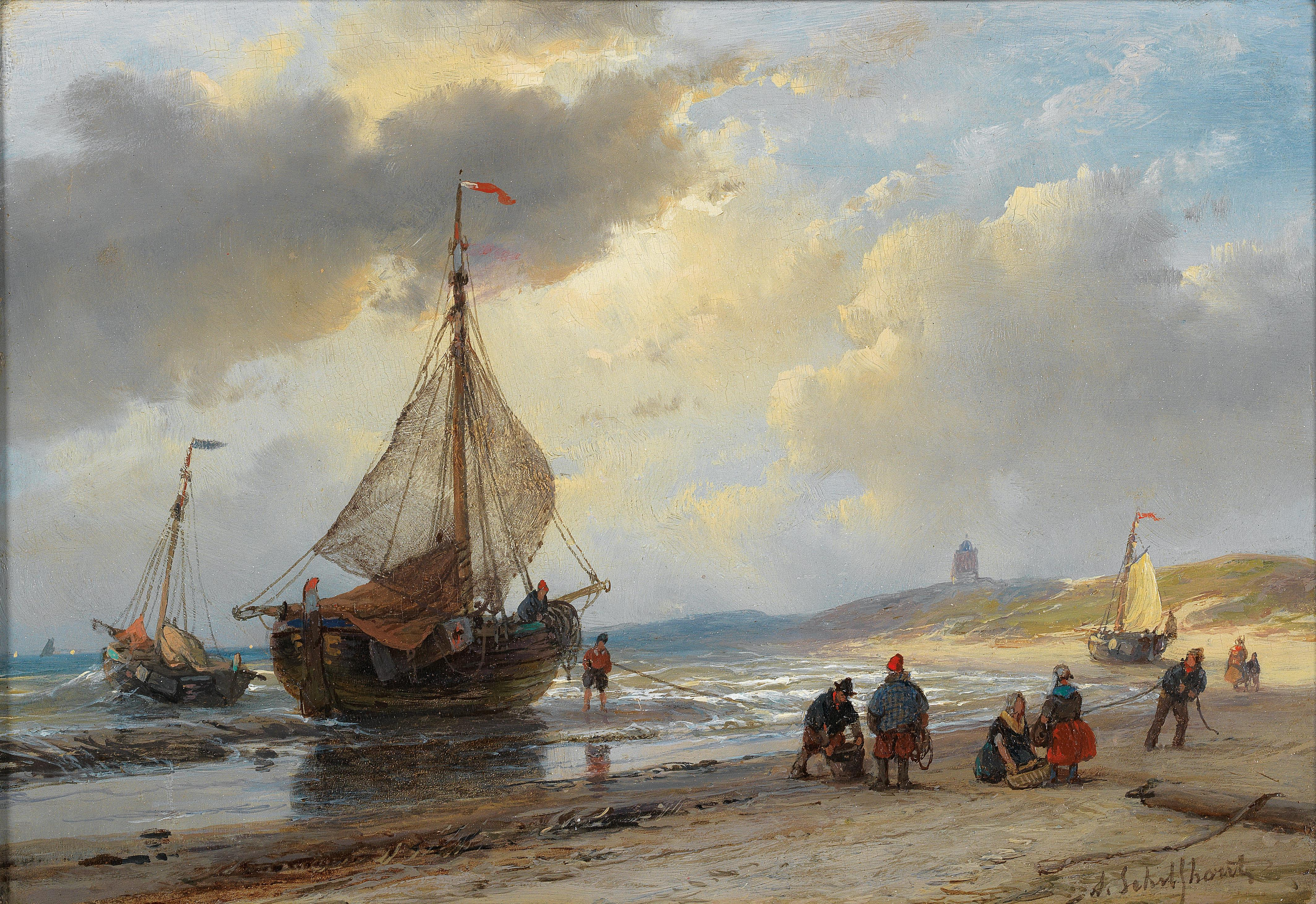
Regenwolk aan het strand van Scheveningen, c. 1860-70, olieverf op paneel
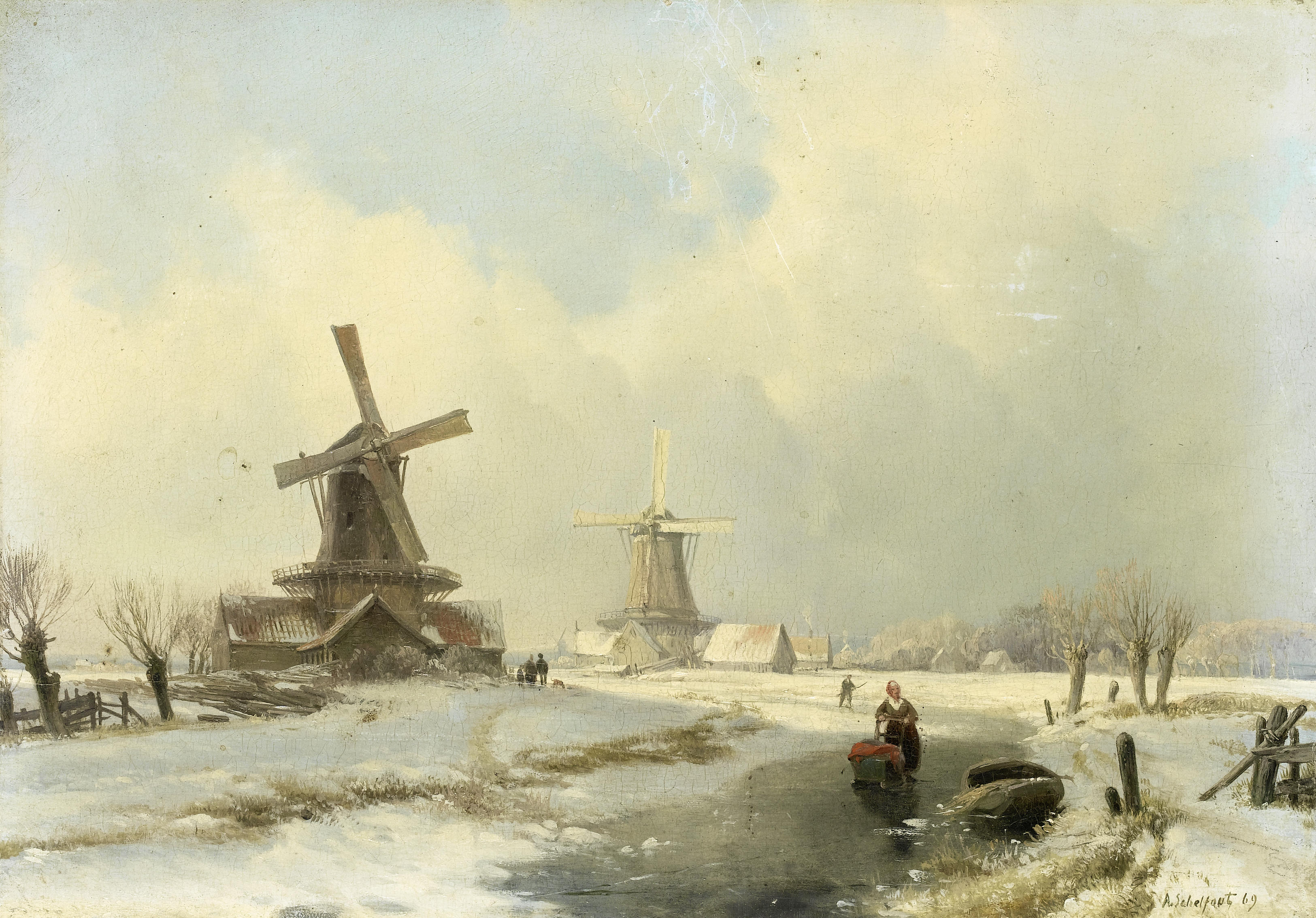
Winterlandschap met twee windmolens, 1869, olieverf op paneel

## Werk in openbare collecties (selectie)
- Kasteel Duivenvoorde, Voorschoten
- Dordrechts Museum
- Kunstmuseum Den Haag
- Groeningemuseum, Brugge
- John Selbach Museum, Maaseik
- Koninklijk Museum voor Schone Kunsten Antwerpen
- Museum Boijmans Van Beuningen[4], Rotterdam
- Museum Jan Cunen, Oss
- Museum voor Schone Kunsten (Gent)
- National Gallery (Londen)
- Rijksmuseum[5], Amsterdam
- Teylers Museum, Haarlem
- Tyne and Wear Museum, Newcastle upon Tyne
- Wallace Collection, Londen